# Viktoria (Name)
Viktoria oder Victoria ist ein weiblicher Vorname.

## Bedeutung
Lateinisch victoria heißt „Sieg“. Der Name bezieht sich auf die römische Siegesgöttin und Allegorie des Sieges namens Victoria.

## Verbreitung
Beliebt war der Name beispielsweise nach den Türkenkriegen der Barockzeit und aufgrund der Verehrung der Sancta Maria de Victoria, der Maria vom Siege.
Die wohl bekannteste Namensträgerin war Königin Victoria von Großbritannien.
Im frühen 20. Jahrhundert war Victoria kurzzeitig ein bekannter, wenn auch seltener Name in Deutschland. Erst ab den 1970er Jahren gewannen sowohl Victoria wie auch Viktoria in etwa gleichrangig an Popularität. Zu Beginn des 21. Jahrhunderts lagen die Namen je nach Jahrgang auf den Plätzen 50 bis 20 der beliebtesten deutschen Vornamen.
Aus statistischen Daten der USA geht hervor, dass Victoria auch dort im frühen 20. Jahrhundert kaum als Mädchenname vergeben wurde (in Ranglisten der beliebtesten Vornamen bis in die 1960er meist unterhalb von Rang 100, zum Teil unter Rang 200), was sich in den 1980ern erst änderte. Ab den 1990ern ist dort Victoria ein beliebter Name (Plätze 19 bis 25 unter den häufigsten Mädchenvornamen pro Dekade).

## Varianten
- Victoria, Viktoria

Verbreitung der Namensvarianten (Einfärbung nach häufigster vorkommender Namensvariante)

- als Diminutiv: Viktorina, Viktorine

### In anderen Sprachen
- bulgarisch Виктория Wiktorija
- tschechisch Viktorie
- englisch Victoria
- spanisch Victoria
- französisch Victoire
- ungarisch Viktória
- italienisch Vittoria, Vittoriana, Vittorina
- portugiesisch Vitória
- litauisch Viktorija
- niederländisch Victoria
- norwegisch Viktoria
- polnisch Wiktoria
- russisch Виктория Wiktorija
- slowakisch Viktória
- schwedisch Viktoria
- serbisch Viktorija

Die männliche Form des Vornamens ist Victor/Viktor.

### Kurzformen
Die im englischen und auch deutschen Sprachraum verbreitetsten Kurzform von Viktoria ist von der ersten Silbe abgeleitet (geschrieben in den Varianten Vi[c/k][c/k][i/y], z. B. Vicky oder Vicki), gefolgt von der Ableitung über die zweite Silbe (Tori oder Tory). Es existieren jedoch zahlreiche weitere Kurzformen mit prinzipiell ähnlicher Ableitung, meist aus anderen Sprachräumen. Zu diesen gehören: Vice, Vichi, Vickan, Vika, Wicky, Wika, Wiki, Wita, Terrie, Toja, Toya.
Die Kurzform Vicky wird auch für andere Namen verwendet, jedoch seltener. So leitet sich etwa der Vorname der deutsch-griechischen Schlagersängerin Vicky Leandros von dem Vornamen Vassiliki ab, was wiederum eine Variante von Vasilis/Basileus ist.

## Gedenktage
- 11. Februar – hl. Victoria († 304), afrikanische Märtyrin und geweihte Jungfrau
- 12. August – sel. Victoria Diez y Bustos de Molina († 1936), Märtyrin in Hornachuelos, Spanien
- 21. August – sel. Victoria Rasoamanarivo (1848–1894), Wohltäterin in Madagaskar
- 17. November – hl. Victoria von Córdoba († um 300), Märtyrin und geweihte Jungfrau
- 23. Dezember (auch 10. Juli) – hl. Victoria von Rom (2./3. Jh.), Märtyrin und geweihte Jungfrau

## Namensträgerinnen

### Viktoria als Vor- und Eigenname

#### Adlige
- Victoria († nach 271), Kaiserin des Imperium Galliarum
- Vittoria Colonna (1492–1547), Markgräfin von Pescara und italienische Dichterin
- Viktoria Charlotte von Anhalt-Bernburg-Schaumburg-Hoym (1715–1792), Prinzessin und durch Heirat Markgräfin von Brandenburg-Bayreuth
- Vittoria Farnese (1521–1602), Prinzessin von Parma und Piacenza
- Vittoria della Rovere (1622–1694), Großherzogin der Toskana
- Victoire von Frankreich (1733–1799), Prinzessin von Frankreich und Navarra
- Victoria von Sachsen-Coburg-Saalfeld (1786–1861), Mutter der britischen Königin Victoria
- Victoria  (1819–1901), Königin von Großbritannien und Irland, Kaiserin von Indien
- Viktoria von Sachsen-Coburg-Saalfeld-Koháry (1822–1857), Prinzessin von Sachsen-Coburg und Gotha und durch Heirat Herzogin von Nemours
- Victoria von Großbritannien und Irland (1840–1901) (Victoria Adelaide Mary Louisa), Deutsche Kaiserin, Tochter der Queen Victoria
- Victoria Elisabeth Augusta Charlotte von Preußen, durch Heirat Herzogin von Sachsen-Meiningen
- Viktoria von Baden (1862–1930), Königin von Schweden
- Viktoria von Hessen-Darmstadt (1863–1950), durch Heirat Prinzessin von Battenberg
- Viktoria von Preußen (1866–1929), Prinzessin von Preußen, Tochter von Kaiser Friedrich III.
- Victoria von Großbritannien und Irland (1868–1935), Tochter von König Eduard VII., britische Prinzessin
- Victoria Melita von Sachsen-Coburg und Gotha (1876–1936), Mitglied der britischen königlichen Familie
- (Viktoria) Marie von Mecklenburg-Strelitz (1878–1948), Mitglied des Großherzoglichen Hauses Mecklenburg-Strelitz
- Victoria Eugénie von Battenberg (1887–1969), Königin von Spanien
- Viktoria Luise von Preußen (1892–1980), Prinzessin von Preußen, Tochter von Kaiser Wilhelm II., Herzogin von Braunschweig
- Cristina von Spanien (* 1965 als Cristina Frederica Victoria Antonia de Borbón Grecia), spanische Enfantin
- Victoria von Schweden (* 1977), schwedische Kronprinzessin

#### Sonstige Personen

##### Victoria, Viktoria
- Victoria Abril (* 1959), spanische Schauspielerin
- Victoria D. Alexander (* 1959), britische Kunstsoziologin
- Victoria de los Ángeles (1923–2005), spanische Opernsängerin
- Victoria Aveyard (* 1990), US-amerikanische Autorin
- Victoria Baez, argentinische Biathletin
- Victoria Barr (* 1982), britische Sprinterin (bekannt als: Vicki)
- Victoria Beckham (* 1974), britische Popsängerin
- Victoria Behr (* 1979), deutsche Kostümbildnerin
- Victoria Benedictsson (1850–1888), schwedische Schriftstellerin
- Victoria Beyer (* 1991), französische Fußballschiedsrichterin
- Victoria Bieneck (* 1991), deutsche Volleyballspielerin
- Viktoria Blank (1859–1928), deutsche Opernsängerin (Alt)
- Victoria Bosio (* 1994), argentinische Tennisspielerin
- Viktoria Brams (* 1943), deutsche Schauspielerin
- Victoria Brown (1940–1991), britische Sängerin (bekannt als: Vicki)
- Victoria Burgoyne (* 1953), britische Schauspielerin
- Viktoria Freifrau von dem Bussche (* 1953), deutsche Sachbuchautorin und Gartenkünstlerin
- Viktorine von Butler-Haimhausen (1811–1902), deutsche Sozialreformerin und Philanthropin (geboren als Victoria)
- Victoria Carl (* 1995), deutsche Skilangläuferin
- Victoria Cartier (1867–1955), kanadische Organistin und Pianistin
- Victoria Chalaya (* 1982), US-amerikanisch-russische Schauspielerin und Model
- Victoria Chaplin (* 1951), US-amerikanische Schauspielerin und Zirkuskünstlerin
- Victoria Cheng (* 1993), neuseeländische Badmintonspielerin
- Victoria Chick (1936–2023), US-amerikanische Wirtschaftswissenschaftlerin
- Victoria Chitepo (1928–2016), simbabwische Politikerin und Aktivistin
- Victoria Clark (* 1959), US-amerikanische Schauspielerin
- Victoria Coeln (* 1962), österreichische Künstlerin
- Viktoria Como (* 1981), deutsche Handballspielerin und -trainerin
- Victoria Coren Mitchell (* 1972), englische Autorin und Pokerspielerin
- Victoria Curzon-Price (* 1942), Schweizer Wirtschaftswissenschaftlerin
- Victoria Day (* 1972), britische Sprinterin
- Victoria Deutschmann (* 1975), deutsche Schauspielerin
- Victoria Dillard (* 1969), US-amerikanische Schauspielerin
- Victoria DiMartino (* 1991), US-amerikanische Fußballspielerin (bekannt als: Vicki)
- Viktoria von Dirksen (1874–1946), deutsche politische Lobbyistin
- Victoria Draves (1924–2010), US-amerikanische Wasserspringerin (bekannt als: Vicki)
- Victoria Duffield (* 1995), kanadische Sängerin, Schauspielerin und Tänzerin
- Victoria Duval (* 1995), US-amerikanische Tennisspielerin
- Viktorine Endler (1853–1932), deutsche Schriftstellerin
- Viktoria Eschbach-Szabo (* 1956), ungarische Japanologin und Sprachwissenschaftlerin
- Victoria Fast (* 1985), deutsche Schauspielerin
- Viktoria Fersh (* 1978), russische Sängerin
- Victoria Francés (* 1982), spanische Künstlerin
- Victoria Frenz (* 1992), deutsche Synchronsprecherin
- Viktoria Fuchs (* 1990), deutsche Köchin und Gastronomin
- Viktoria Gabrysch (* 1982), deutsche Schauspielerin
- Victoria Galindo (* 1983), US-amerikanische Softballspielerin (bekannt als: Vicky)
- Victoria Givens (* 1970), US-amerikanische Pornodarstellerin
- Victoria Glendinning (* 1937), britische Schriftstellerin und Biographin
- Victoria de los Ángeles López García (1923–2005), spanische Opernsängerin (Sopran)
- Victória Guerra (* 1989), portugiesische Schauspielerin
- Victoria Gulliksen (* 1992), norwegische Springreiterin
- Victoria Hamilton (* 1971), britische Schauspielerin
- Victoria Hanley (* 20. Jahrhundert), US-amerikanische Schriftstellerin
- Viktoria Hecht (1840–1890), katholische Stigmatisierte (bekannt als: Viktörle)
- Victoria Herrmann (* 1969), deutsche Fernsehmoderatorin
- Victoria Christina Hesketh (* 1984), englische Sängerin und Musikerin
- Victoria Hett (* 1984), kanadische Motorradsportlerin
- Victoria Holland (* 1986), britische Triathletin (bekannt als: Vicky)
- Victoria Holmes (* 1971), britische Schriftstellerin
- Victoria Horne (1911–2003), US-amerikanische Schauspielerin
- Viktoria Hösl (1902–1953), bayerische Politikerin (KPD)
- Viktória Hrunčáková (* 1998), slowakische Tennisspielerin
- Victoria Huster (* 1989), US-amerikanische Fußballspielerin (bekannt als: Tori)
- Viktoria Hutter (* 1991), österreichische Politikerin (ÖVP)
- Victoria Hynes (* 1981), britische Squashspielerin (bekannt als: Vicky)
- Victoria Jackson (* 1959), US-amerikanische Schauspielerin
- Victoria Jurczok (* 1990), deutsche Soldatin und Seglerin
- Victoria Justice (* 1993), amerikanische Schauspielerin und Sängerin
- Victoria Kalima (1972–2018), sambische Politikerin (MMD, PF)
- Victoria Tugendreich von Kanitz (1657–1717), deutsche Adlige und Wohltäterin
- Viktorina Kapitonova (* 1985), russische Ballerina
- Victoria Kawesa (* 1975), ugandisch-schwedische Politikerin (F!)
- Victoria Kelly (* 1992), US-amerikanische Singer-Songwriterin (bekannt als: Tori)
- Victoria Kern (* 1989), deutsch-kasachische Sängerin, Model und Musikproduzentin
- Viktoria Kickinger (* 1952), österreichische Aufsichtsrätin und Unternehmerin
- Viktoria Krause (* 1998), deutsch-ungarische Schauspielerin
- Victoria Krug (* 1998), deutsche Fußballspielerin
- Viktoria Lakissova (* 1975), russische Pianistin
- Victoria Larrière (* 1991), französische Tennisspielerin
- Viktoria Lindpaintner (1918–1965), deutsche Eiskunstläuferin
- Victória Lopes (* 1999), brasilianische Beachvolleyballspielerin
- Victoria Lorini (* 1969), deutsche Übersetzerin
- Viktoria Lösche (* 1952), deutsche Lyrikerin
- Victoria Loukianetz (* 1966), ukrainische Opernsängerin (Sopran)
- Victoria Lundblad (* 1952), US-amerikanische Molekular- und Zellbiologin (bekannt als: Vicky)
- Victoria Lust (* 1989), englische Squashspielerin
- Victoria Madincea (* 1973), deutsche Schauspielerin und Synchronsprecherin
- Victoria Matthews (* 1954), kanadische anglikanische Bischöfin
- Victoria Maurette (* 1982), argentinische Schauspielerin und Sängerin
- Victoria Max-Theurer (* 1985), österreichische Dressurreiterin
- Victoria Mayer (* 1976), deutsche Schauspielerin
- Victoria Mitchell (* 1982), australische Hindernis- und Langstreckenläuferin
- Viktoria Modesta (* 1988), lettische Singer-Songwriterin und Model
- Viktoria Modl (1872–1942), deutsch-österreichische Regisseurin
- Viktória Mohácsi (* 1975), ungarische Politikerin (SZDSZ)
- Viktoria Mönch (* 1941), deutsche Pharmazeutin
- Victoria Mongeon (* 1981), amerikanisches Zwillings-Model (bekannt als: Vicki Icki)
- Victoria Montero (* 1991), mexikanische Badmintonspielerin
- Victoria Moroles (* 1996), US-amerikanische Schauspielerin
- Victoria Mudd (* 1946), US-amerikanische Dokumentarfilmerin
- Viktoria Mullova (* 1959), russische Violinistin
- Victoria Muntean (* 1997), französische Tennisspielerin
- Victoria Mxenge (1942–1985), südafrikanische Menschenrechtsaktivistin
- Victoria Na (* 1991), australische Badmintonspielerin
- Viktoria Ngotsé (* 1989), deutsche Schauspielerin
- Victoria Nuland (* 1961), US-amerikanische Diplomatin
- Victoria Ocampo (1890–1979), argentinische Schriftstellerin, Übersetzerin und Kulturmanagerin
- Victoria Opitz (* 1988), US-amerikanische Ruderin (bekannt als: Vicky)
- Victoria Osteen (* 1961), US-amerikanische Unternehmerin und Predigerin
- Victoria Padial (* 1988), spanische Biathletin
- Victoria Palacios (* 1977), mexikanische Geherin
- Victoria Paris (1960–2021), US-amerikanische Pornodarstellerin
- Victoria Paschold (* 1990), deutsches Model
- Viktória Pavuk (* 1985), ungarische Eiskunstläuferin
- Victoria Pendleton (* 1980), britische Radrennfahrerin (bekannt als: Vicky)
- Victòria Peña i Carulla (* 1954), katalanische Schauspielerin und Synchronsprecherin (bekannt als: Vicky)
- Viktoria Pinther (* 1998), österreichische Fußballspielerin
- Victoria Pratt (* 1970), kanadische Schauspielerin und Model
- Victoria Principal (* 1950), amerikanische Schauspielerin
- Viktoria Rebensburg (* 1989), deutsche Skirennläuferin
- Victoria Reich (* 1989), deutsche Schauspielerin
- Victoria Roberts (* 1978), australische Ruderin (bekannt als Vicky)
- Victoria B. Robinson (* 1980), deutsche Journalistin, Moderatorin und Autorin
- Victoria Rodríguez (* 1995), mexikanische Tennisspielerin
- Victoria Rowell (* 1959), US-amerikanische Schauspielerin
- Victoria Sabetai, griechische Klassische Archäologin
- Victoria Sackville-West (1892–1962), englische Schriftstellerin und Gartengestalterin (bekannt als: Vita)
- Viktoria Saffe (1914–1999), deutsche Sozialpolitikerin (SoVD)
- Victoria Sanchez (* 1976), kanadische Schauspielerin
- Victoria Sandell Svensson (* 1977), schwedische Fußballspielerin (bekannt als: Vickan)
- Viktoria Savs (1899–1979), österreichische Soldatin im Ersten Weltkrieg
- Victoria Scherer (* 1992), deutsche Schauspielerin
- Victoria Schlederer (* 1985), österreichische Autorin
- Viktoria Schmid (* 1969), deutsche Politikerin (CDU)
- Viktoria Schmidt-Linsenhoff (1944–2013), deutsche Kunsthistorikerin und Frauenforscherin
- Viktoria Schnaderbeck (* 1991), österreichische Fußballspielerin
- Victoria Schreibeis (* 1979), österreichische Hürdenläuferin
- Viktoria Schubert (* 1962), österreichische Schauspielerin und Theaterregisseurin (bekannt als: Vicki, Vicky)
- Victoria Schulz (* 1990), deutsche Schauspielerin
- Viktoria Schwalm (* 1997), deutsche Fußballspielerin
- Viktoria Schwarz (* 1985), österreichische Kanutin (bekannt als: Vicki)
- Victoria Shaw (1935–1988), australische Schauspielerin
- Victoria Silvstedt (* 1974), schwedisches Fotomodell, Schauspielerin und Sängerin
- Victoria Smurfit (* 1974), irische Schauspielerin
- Victoria Sordo (* 1985), deutsche Schauspielerin
- Victoria Spence (* 1984), neuseeländische Schauspielerin
- Victoria Spivey (1906–1976), US-amerikanische Blues-Sängerin, Pianospielerin und Komponistin
- Viktoria Stadlmayer (1917–2004), österreichische politische Beamtin für Südtirol
- Viktoria Steinbiß (1892–1971), deutsche Politikerin (CDU)
- Victoria Stevens (* 1990), kanadische Skirennläuferin
- Victoria Stilwell (* 1969), britische Hundetrainerin und Buchautorin
- Victoria Sturm (* 1973), deutsche Filmschauspielerin und Synchronsprecherin
- Victoria Swarovski (* 1993), österreichische Popsängerin
- Victoria Tennant (* 1950), britische Schauspielerin
- Victoria Thornley (* 1987), britische Ruderin
- Viktoria Tolstoy (* 1974), schwedische Jazzsängerin
- Viktoria Orsi Toth (* 1990), italienische Volleyball- und Beachvolleyballspielerin
- Victoria Trauttmansdorff (* 1960), österreichische Theater- und Filmschauspielerin
- Victoria Ulbrich (* 1992), deutsche Sängerin (bekannt als: Vici)
- Victoria Valdesolo (* 1989), argentinische Badmintonspielerin
- Victoria Van Meter (1982–2008), US-amerikanische Pilotin
- Victoria Vetri (* 1944), US-amerikanische Schauspielerin
- Viktoria Voigt (* 1970), deutsche Schauspielerin, Synchronsprecherin und Drehbuchautorin
- Victoria Voncampe (* 1941), deutsche Fernsehansagerin, Schauspielerin und Moderatorin (bekannt als: Vikki)
- Victoria Watson (* 1959), britische Sängerin und Komponistin
- Victoria Welby (1837–1912), englische Philosophin
- Victoria Weichmann (1914–1943), deutsche Tänzerin und Filmschauspielerin (geboren als: Viktoria)
- Victoria Williams (* 1958), US-amerikanische Sängerin und Songwriterin
- Victoria Williamson (* 1993), britische Bahnradsportlerin
- Viktoria Winge (* 1980), norwegische Schauspielerin
- Victoria Anne Wilson (* 1975), US-amerikanische Wrestlerin und Fotomodell (bekannt als: Terrie)
- Victoria Wolff (1903–1992), deutsch-US-amerikanische Schriftstellerin und Drehbuchautorin
- Viktoria Wolffhardt (* 1994), österreichische Kanutin
- Victoria Wood (1953–2016), britische Drehbuchautorin, Komikerin, Schauspielerin, Komponistin und Sängerin
- Victoria Woodhull (1838–1927), Journalistin, Frauenrechtlerin, erste amerikanische Präsidentschaftskandidatin
- Victoria Wright (* 1974), bulgarisch-französische Badmintonspielerin
- Viktoria Wurmer, deutsche Bogenbiathletin
- Victoria Zdrok (* 1973), ukrainische Pornodarstellerin, Model und Autorin
- Victoria Zinde-Walsh (* 1945), russisch-kanadische Wirtschaftswissenschaftlerin und Hochschullehrerin
- Victoria Zinny (* 1943), argentinische Schauspielerin

##### Vitória, Vittoria
- Vitória Cristina Rosa (* 1996), brasilianische Sprinterin
- Vitória Diogo (* 1964), mosambikanische Linguistin und Politikerin (FRELIMO)
- Vitória Rodrigues (* 1999), brasilianische Beachvolleyballspielerin

- Vittoria Raffaella Aleotti (getauft 1575; † wahrscheinlich nach 1646), italienische Komponistin und Organistin
- Vittoria Archilei (ca. 1560 – um 1645), italienische Sängerin und Lautenistin
- Vittoria Belvedere (* 1972), italienische Filmschauspielerin und Fotomodel
- Vittoria Borsò (* 1947), italienische Literatur- und Kulturwissenschaftlerin
- Vittoria Caldoni (1805-19. Jahrhundert), Kunstmodell
- Vittoria Colonna (1492–1547), italienische Dichterin
- Vittoria Crispo (1905–1973), italienische Schauspielerin
- Vittoria Farnese (1521–1602), Prinzessin von Parma und Piacenza, Enkelin von Papst Paul III
- Vittoria della Rovere (1622–1694), Großherzogin der Toskana
- Vittoria Piria (* 1993), italienische Autorennfahrerin (bekannt als: Vicky)
- Vittoria Puccini (* 1981), italienische Filmschauspielerin
- Vittoria Tarquini (ca. 1670–1746), italienische Opernsängerin (Sopran)
- Vittoria Tesi (1700–1775), italienische Opernsängerin (Alt)

##### Viktorija, Wiktorija, Wiktoryja
- Viktorija Čmilytė-Nielsen (* 1983), litauische Schachspielerin (GM) und Politikerin, Parlamentspräsidentin
- Viktorija Golubic (* 1992), Schweizer Tennisspielerin
- Viktorija Ni (* 1991), lettische Schachspielerin
- Viktorija Rajicic (* 1994), australische Tennisspielerin

- Wiktorija Afanassjewa (* 1984), kasachische Biathletin
- Wiktoryja Asaranka (* 1989), belarussische Tennisspielerin
- Wiktorija Alexejewna Baranowa (* 1990), russische Bahnradsportlerin
- Wiktorija Borschtschenko (* 1986), ukrainische Handballspielerin
- Wiktoria Calma (1920–2007), polnische Opernsängerin (Sopran)
- Wiktorija Jewtuschenko (* 1965), ukrainische Badmintonspielerin
- Wiktorija Wiktorowna Kalinina (* 1988), russische Handballspielerin
- Wiktorija Kokorina (* 1974), russisches Fotomodell und Pornodarstellerin (bekannt als: Vicca)
- Wiktorija Alexandrowna Komowa (* 1995), russische Kunstturnerin
- Wiktorija Kutusowa (* 1988), ukrainische Tennisspielerin
- Wiktorija Sergejewna Lasarenko (* 2003), russische Freestyle-Skierin
- Wiktorija Malektorowytsch (* 1972), ukrainische Schauspielerin
- Wiktorija Alexandrowna Nikischina (* 1984), russische Florettfechterin
- Wiktorija Olech (* 1993), ukrainische Skilangläuferin
- Wiktoryja Paulowitsch (* 1978), belarussische Tischtennisspielerin
- Wiktorija Pjatatschenko (* 1989), ukrainische Sprinterin
- Wiktorija Poljudina (* 1989), kirgisische Leichtathletin (Langstreckenlauf)
- Wiktorija Walentinowna Postnikowa (* 1944), russische Pianistin
- Wiktorija Potechina (* 1993), ukrainische Wasserspringerin
- Wiktorija Ptaschnyk (* 1983), ukrainische Juristin und Politikerin (Samopomitsch)
- Wiktorija Rybalko (* 1982), ukrainische Weitspringerin
- Wiktorija Schaimardanowa (* 1973), ukrainische Gewichtheberin
- Wiktorija Jurjewna Schilinskaite (* 1989), russische Handballspielerin
- Wiktorija Semerenko (* 1986), ukrainische Biathletin (bekannt als: Wita)
- Wiktorija Wiktorowna Sjabkina (* 1992), kasachische Sprinterin
- Wiktorija Stjopina (* 1976), ukrainische Hochspringerin (bekannt als: Wita)
- Wiktorija Samuilowna Tokarewa (* 1937), russische Schriftstellerin und Drehbuchautorin
- Wiktorija Wiktorowna Tolstoganowa (* 1972), russische Schauspielerin
- Wiktorija Wiktorowna Ussatschenko (* 1982), russische Boxerin
- Wiktorija Wladimirowna Waljukewitsch (* 1982), russische Dreispringerin
- Wiktorija Werschynina (* 1971), ukrainische Weitspringerin
- Wiktorija Woizizka (* 1974), ukrainische Politikerin (Samopomitsch)
- Wiktorija Jewgenjewna Woltschkowa (* 1982), russische Eiskunstläuferin
- Wiktorija Andrejewna Worobjowa (* 1994), belarussisch-russische Badmintonspielerin

##### Weitere Formen
- Victorine Eudes (1848–1881), französische Kommunardin
- Victorița Dumitrescu (1935–2009), rumänische Handballspielerin
- Viktorina Kapitonova (* 1985), russische Ballerina
- Viktorine von Butler-Haimhausen (1811–1902), deutsche Sozialreformerin, Philanthropin und Schriftstellerin
- Viktorine Endler (1853–1932), deutsche Schriftstellerin
- Vittorina Benvenuti (1884–1965), italienische Schauspielerin

#### Zweitname
- Michela Vittoria Brambilla (* 1967), italienische Unternehmerin und Politikerin (FI!, PdL)

### Künstlername, Pseudonym
- Victoria Holt, Pseudonym der britischen Schriftstellerin Eleanor Hibbert (1906–1993)
- Vicky, Pseudonym des deutsch-britischen Karikaturisten Victor Weisz (1913–1966)
- Vittoria Guerrini (1923–1977), italienische Lyrikerin und Übersetzerin
- Victoria Lucas, Pseudonym der US-amerikanischen Schriftstellerin Sylvia Plath (1932–1963)
- Vicky de Almeida bzw. Vicky (1959–1986), deutsch-portugiesisches Model und Schauspielerin
- Victoria Alexander, Pseudonym der US-amerikanische Schriftstellerin Chery Griffin (* 1965)
- Victoria, Kampfname der amerikanischen Wrestlerin Lisa Marie Varon (* 1971)
- Kate Victoria Tunstall (* 1975), schottische Sängerin (bekannt als: KT)
- Victoria Mussett (* 1978), australische Schauspielerin
- Viktoria Knezova (* 1982), slowakische Pornodarstellerin und Aktmodell
- Victoria Mazze, Pseudonym der US-amerikanischen Schauspielerin, Sängerin, Komponistin und Filmproduzentin Eliza Swenson (* 1983)
- Victoria Crawford (* 1986), US-amerikanische Wrestlerin
- Maria Viktoria Mena (* 1986), norwegische Sängerin
- Vika Viktoria (* 1985), deutsche Erotikdarstellerin, Webcam-Model und Unternehmerin als Gründerin der Agentur Vikamodels

### Fiktive Personen
Folgende Werktitel beziehen sich auf Figuren namens Viktoria
- Viktoria und ihr Husar (1930), Operette von Paul Abraham
- Viktor und Viktoria (1933), Film von Reinhold Schünzel
- Victor/Victoria (1982), Film von Blake Edwards, Remake von Viktor und Viktoria (1933)
- Vittoria Accorombona, historischer Roman von Ludwig Tieck

## Sonstiges
Den Namen tragen zahlreiche Orte der Erde, ein Marskrater und einer der großen Asteroiden, sowie nach der Maria zahlreiche Kirchengebäude (Maria-Victoria-Kirche).
Auch eine Pflanzengattung der Seerosengewächse ist so benannt.
Bei Fußball- und anderen Sportvereinen war der Name beliebt.
Siehe auch Victoria zu weiteren möglichen Benennungen nach dem Personennamen.